# Hildegard Knef

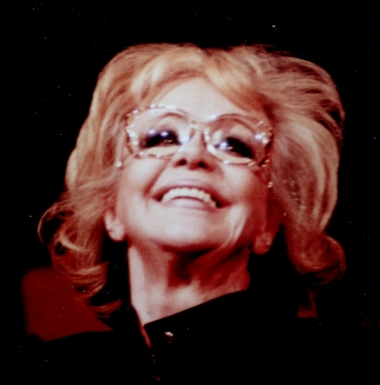
Hildegard Knef 1995.

Hildegard Knef (benämndes Hildegard Neff i många engelskspråkiga filmsammanhang), född 28 december 1925 i Ulm i Tyskland, död 1 februari 2002 i Berlin, var en tysk skådespelare, sångerska och författare.

## Nazitiden
Hildegard Knef började som 15-åring en utbildning till tecknare vid Ufas studios i Berlin. 1943 uppmärksammades hon av Ufas filmchef Wolfgang Liebeneiner och började utbildas till skådespelerska. Hon var ett sjukligt undernärt "krigsbarn" när hon som 20-åring gjorde filmdebut i nazisternas progandafilmer (bl.a. Unter den Brücken (1944), Fahrt ins Glück (1945)) när Tredje Riket var på väg mot sin undergång. Hon förälskade sig i en av "höjdarna" inom den tyska filmindustrin, Ewald von Demandowsky, som för övrigt också var en av Joseph Goebbels favoriter. När hennes älskare skickades iväg till fronten för att slåss mot de invaderande ryssarna, följde Knef med honom förklädd till pojke. Båda två tillfångatogs av ryssarna; Knef lyckades fly och återsåg aldrig mer sin älskare.

## Karriär efter kriget
Hildegard Knef medverkade sedan i några tyska reflekterande efterkrigsfilmer, bland annat Mördarna finns mitt ibland oss (1946) och Möte på hotell (1947). Genom sin intellektuella stil och erotiska utstrålning blev hon internationellt uppmärksammad och hon introducerades i Hollywood med hjälp av regissören David O. Selznick. Han föreslog att hon skulle ändra namn till Gilda Christian, och säga att hon var född i Österrike, något som hon vägrade att gå med på. Hon gick sedan arbetslös i två år innan hon 1949 erbjöds en roll mot Montgomery Clift i En yankee i Berlin, men när filmbolaget Fox fick veta om hennes bakgrund gav de henne sparken, och hon återvände till Tyskland. Där kom hon 1950 att göra en skandalös nakenscen i filmen Synderskan. Samma år återvände hon till Hollywood, där hennes namn "amerikaniserades" till Hildegarde Neff, men hennes karriär blev kort och hon återvände ånyo till Europa, där hon snart kom att medverka i brittiska, franska, tyska och italienska filmer. 1953 gjorde hon succé på Broadway i musikalen Silk Stockings.

## Egna texter
På 1960-talet började hon en ny karriär som chansonsångare; hon framförde sina egna texter med sin mycket udda stämma. 1971 berättade hon helt öppet om sina erfarenheter från andra världskriget i romanen Given häst (originaltitel Der geschenkte Gaul), som blev en storsäljare. Efter sin debut som chansonsångare drabbades hon av cancer och genomgick ett 60-tal operationer. Sjukdomstiden beskriver hon i sin andra bok, Domen (1976).

## Filmografi
- 1945 – Under broarna
- 1946 – Mördarna finns mitt ibland oss
- 1947 – Möte på hotell
- 1948 – Film utan namn
- 1951 – Förrädare
- 1951 – Synderskan
- 1952 – Fest i Paris
- 1952 – Snön på Kilimanjaro
- 1953 – Skräckens natt
- 1953 – Träffpunkt Berlin
- 1957 – Flykten från Algeriet
- 1962 – Lulu
- 1963 – Heta förbindelser
- 1975 – Den starka kvinnan
- 1978 – Feodora